# ワレリー・ブリューソフ

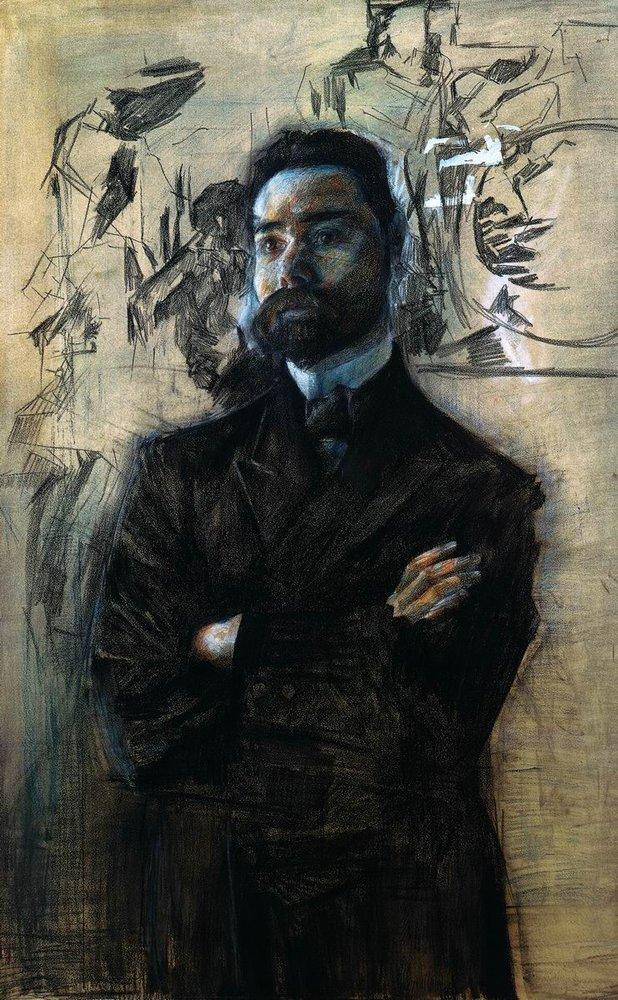
ブリューソフの肖像。ミハイル・ヴルーベリ作

ヴァレーリィ・ヤーコヴレヴィチ・ブリューソフ（Вале́рий Я́ковлевич Брю́сов, 1873年12月13日（ユリウス暦1873年12月1日） - 1924年10月9日）は、ロシアの詩人・作家・劇作家・翻訳家・文学評論家・歴史家。ロシア象徴主義運動の重鎮のひとりである。

## 生涯
モスクワの商人の家庭に生まれる。両親が養育にほとんど関わらなかったため、孤独のうちに「手に転がり落ちた本は何でも」貪り読んで過ごした。その中に、チャールズ・ダーウィンやジュール・ヴェルヌの著作のほかに、さまざまな数学書や科学書さえも含まれていた。1885年から1893年にかけて、モスクワ市内の2つのギムナジウムですぐれた教育を受けている。
まだモスクワ大学在学中の1890年代初頭に、ポール・ヴェルレーヌやモーリス・メーテルランク、ステファヌ・マラルメらフランス象徴主義文学ならびにエドガー・アラン・ポーの詩作の翻訳家として文学活動を開始。また、同時代の西欧の象徴主義運動やデカダンスに影響された自作の詩も発表する。
当時ロシア象徴主義運動は机上の理論にすぎず、注目すべき実践者に恵まれていなかった。したがってブリューソフは、象徴主義が侮りがたい支持者を得た運動であることを示そうとして、たくさんの筆名を使い分けて詩作したものを、『ロシアの象徴主義者たち。詞花集』と題し、1894年から1895年にかけて、3巻に分けて出版した。ブリューソフの煙幕は功を奏し、ロシア文壇における最新の流行として、少なからぬ若手詩人が象徴主義に惹きつけられた。
1900年に『テルティア・ウィギリア』（"Третья стража"）を上梓したことにより、彼は芸術全般の権威として他の象徴主義者たちの崇敬を集めるようになった。1904年、彼は影響力ある文芸誌『天秤宮』（"Весы"）の編集者となり、それによってロシア文壇に地歩を築いた。ブリューソフの円熟期の諸作品は、官能的快楽を賛美したことによって、また折句から視覚詩に至る幅広い詩的形式を見事に駆使したことによっても高名である。
1910年代までにブリューソフの詩は、同時代人の多くにとって、興醒めしてわざとらしいと感じられるようになった。結果的にブリューソフの名声と、ロシア文壇における権勢は次第に弱まっていった。象徴主義を頽廃主義から神秘的アナキズムへと路線変更しようとするゲオルギー・チュルコフやヴャチェスラフ・イヴァーノフらの努力に対し、ブリューソフは強硬に反対した。
象徴主義の詩人仲間の多くがロシア革命の成立後にソ連を脱出したのに対して、ブリューソフは1924年に他界するまでロシアに留まった。ボリシェヴィキ政権の支持者として、新政府から文化大臣の地位を与えられた。

## 文学作品

### 散文
ブリューソフの最も有名な散文作品は、古代ローマ帝国末期を舞台とした『勝利の祭壇』や、16世紀のドイツを舞台とした『炎の天使』の2つである。後者はセルゲイ・プロコフィエフの4作目のオペラ《炎の天使》の原作となったことで名高く、その内容は、子どもの頃に見た大天使の姿を求めて秘術の実践や不浄な霊との交わりを重ねるうちに、清らかな精神を汚された悪魔憑きの乙女の物語である。

### 翻訳
翻訳家としてブリューソフは、ベルギーの詩人エミール・ヴェルハーレンの作品をロシアの読者に親しみやすく伝えた最初の人物であり、またポール・ヴェルレーヌの主要な翻訳家の一人であった。最も名高い翻訳は、エドガー・アラン・ポーやロマン・ロラン、モーリス・メーテルランク、ヴィクトル・ユゴー、ジャン・ラシーヌ、アウソニウス、モリエール、バイロン、オスカー・ワイルドである。ゲーテの『ファウスト』やウェルギリウスの『アエネイス』も翻訳している。1910年代には、とりわけアルメニア語の詩の翻訳に興味を寄せていた。

### 主要作品一覧
- Juvenilia, 1894年
- Chefs d'œuvre, 1895年
- Me eum esse, 1897年
- Tertia Vigilia, 1900年
- Urbi et Orbi, 1903年
- Stephanos, 1906年
- Огненный ангел（炎の天使） 1908年
- All Melodies, 1909年
- The Altar of Victory, 1913年
- Rea Silvia, 1916年

## 日本語訳
- 『南十字星共和国』草鹿外吉訳 白水社 1973　のち白水Uブックス
- 『防衛』草鹿外吉訳　『ロシア怪談集』河出文庫 pp.343-354.　1990年（上記『南十字星共和国』に収録されていた短篇）